# Коптски музеј
Коптски музеј је музеј који се налази у коптском делу Каира, са највећом колекцијом египатских хришћанских артефаката на свету. Основао га је Маркус Симаика 1908. године за смештај коптских старина. Музеј прати историју Египта од његових почетака до данас. Подигнут је на земљишту од 8.000 квадратних метара, које је донирала Коптска православна црква Александрије, под старатељством папе Кирила .
Коптски музеј чува најважније примерке коптске уметности на свету.

## Историја
Године 1908, након што је добио одобрење и бројне сребрне антиквитете од патријарха Кирила V и прикупио средства путем јавног позива, Маркус Симаика-паша је изградио Коптски музеј и свечано га отворио 14. марта 1910. Коптска заједница је великодушно подржала музеј, донирајући мноштво одежде, фресака и икона. Коптски музеј је 1931. године постао државни музеј, под јурисдикцијом Одељења за антиквитете, а 1939. тамо је премештена колекција хришћанских старина из Египатског музеја. Они су били смештени у Новом крилу, завршеном 1944. године. Због оштећења, Старо крило је затворено 1966, а цео музеј је обновљен током 1983. и 1984. Темељи музеја су ојачани између 1986. и 1988, што је помогло музеју да преживи земљотрес из 1992.. Даља реновирања извршена су у периоду 2005–06.
Маркуса Симаика-пашу наследио је др Того Мина, а њега др Пахор Лабиб, први који је имао титулу директора Коптског музеја. Поред музејских зграда, постоје вртови и дворишта, а подручје је окружено старим коптским црквама. Постоји шест цркава, од којих неке потичу још из 5. века нове ере. Ова стара здања укључују Висећу цркву и цркву Светог Сергеја.
Коптски музеј је мирно и тихо место. Његова прозрачна зграда поплочана је мозаицима и украшена старим машрабија прозорима. У музеју се налази опсежна колекција предмета из хришћанске ере која повезује фараонски и исламски период. Изложени артефакти илуструју период историје Египта, који се често занемарује и показују како су на уметнички развој коптске културе утицале фараонска, грчко-римска и исламска култура. Музеј је обновљен почетком 1980. године са два нова анекса, у којима се са оригиналним ходницима налази колекција од 16.000 артефаката поређаних хронолошким редом кроз дванаест одељења.

## Збирка музеја
Коптски музеј садржи највећу светску колекцију коптских артефаката и уметничких дела. Коптски споменици показују богату мешавину египатске, грчке, римске, византијске и османске традиције, повезујући древни и исламски Египат.
Предмети су груписани у различите целине, попут камена, столарије, метала, текстила и рукописа. Укупан број артефакта којима располаже музеј је око 16.000 предмета.

### Библиотека Наг Хамади
Коптски музеј такође садржи корпус од 1.200 рукописа из Наг Хамадија у библиотеци отвореној само за истраживаче специјалисте.

## Галерија
- Таписерија са тамнопутим свирачем
- Икона светог Бехнама
- Бронзана уљана лампа
- Медицински инструменти

- Споменик Маркусу Симаика-паши, оснивачу Коптског музеја
- Трећи директор музеја, Пахор Лабиб са патријархом Јусебом II на отварању Новог крила
- Пахор Лабиб и етиопски цар Хајле Селасије у Коптском музеју
- Фасада Коптског музеја
- Дрвени олтар и купола из Цркве светог Сергеја у Каиру
- Капија Коптског музеја